# 麥金托什 (明尼蘇達州)
麥金托什（英語：McIntosh）是一個位於美國明尼蘇達州波爾克縣的城市。

## 人口
根據2020年美國人口普查的數據，麥金托什的面積為2.61平方千米，當中陸地面積為2.59平方千米，而水域面積為0.02平方千米。當地共有人口606人，而人口密度為每平方千米232人。